# Clarence Acuña
Clarence William Acuña Donoso (Rancagua, 8 de fevereiro de 1975) é um ex-futebolista chileno, que atuava como meia.

## Carreira
Após dezesseis anos de carreira, o meia, que iniciou sua carreira em 1994, no O'Higgins, e rodou por Universidad de Chile, Newcastle United, Rosario Central, Palestino, Unión Española e Deportes Concepción, anunciou o fim de sua atuação como atleta em setembro de 2010, quando seu contrato com o La Serena se encerrou.

## Diretor esportivo
Hoje, ele (conhecido pela torcida como Brad Pitt - embora não possua semelhanças com o ator norte-americano - ou Angel Baby) é o diretor esportivo do O'Higgins.